# غرطر روسماني
غرطر روسماني (الاسم العلمي:Thamnophis rossmani) هو نوع من الزواحف يتبع جنس الغرطر من فصيلة الأحناش.